# Baby Etchecopar
Ángel Pedro Etchecopar (San Fernando, 16 de febrero de 1953), popularmente conocido como “Baby”, es un actor y comunicador argentino que trabaja actualmente en la Radio Rivadavia y el canal de televisión A24.

## Biografía
Nacido en el seno de una familia de clase media-baja, Etchecopar tuvo un hermano mellizo que falleció al nacer y otro hermano más joven, Juan Carlos, que perdió la vida durante la Guerra de Malvinas en 1982. Vivió una infancia que el siempre calificó como muy difícil en San Isidro. Su padre era el dueño de una imprenta y su madre era ama de casa, siendo muy cercano al partido de la Unión Cívica Radical desde sus primeros años de vida. Su padre llegó a ejercer el cargo de secretario del presidente Arturo Illia y sus abuelos eran cercanos a Hipólito Yrigoyen, teniendo desde pequeño contacto con los grandes referentes del partido y sus ideas, que muchos años más tarde le influirían en su carrera periodística.
No obstante, según sus propias palabras, se alejaría del radicalismo tras la muerte de Raúl Alfonsín.
Su educación discurrió entre escuelas públicas y privadas, llegando a repetir hasta tres veces el primer año. Ávido lector gracias a su padre, siempre encontró aburrida la formación que recibió durante sus años de primaria y secundaria, lo cual también le influiría mucho en su formación artística a través del tiempo. Una vez que terminó el secundario, Etchecopar ingresó al Liceo Militar “Sargento Cabral”, adonde tampoco pudo vivir una experiencia formidable. “Una cosa es la instrucción militar y otra es la humillación del hombre”, destacó en 2022 ante el diario La Nación.
Terminada la conscripción, Etchecopar decidió estudiar junto a sus amigos la carrera de medicina en la Universidad del Salvador, la cual siguió durante algún tiempo hasta que entendió que era demasiado difícil para él. Una vez abandonada aquella carrera, incursionó en el rubro textil, teniendo un notable éxito y 11 locales de ropa abiertos en simultáneo. Fue en aquellos años que conoció a la que sería su primera esposa, Adriana Paz, de quien se enamoró en su primera cita y con quién también llegó a tener tres hijos: María Paz, Federico y Leandro. Ambos se casaron en 1986 y mantuvieron su matrimonio por casi 30 años, cuando en febrero de 2016 Adriana fallece como fruto de un cáncer de colon con el cual venía batallando hacía un largo tiempo.
Participó del Alzamiento Carapintada ocurrido durante la Semana Santa de 1987, liderado por oficiales del ejército que protestaban contra supuestas políticas débiles hacia los militares involucrados en violaciones a los derechos humanos durante la Dictadura Cívico-Militar de 1976 a 1983 que buscaban impunidad para los responsables. Su rol fue defender junto a Leopoldo Moreau y otros militantes radicales la entrada a Campo de Mayo, cuidando que ninguno de aquellos oficiales saliera del lugar.
En 2012, Etchecopar sufrió un hecho de violencia que lo llevó a defender su familia. En marzo de aquel año, se enfrentó a los tiros con tres delincuentes armados que entraron a su casa de San Isidro para robar y uno de ellos intentó abusar de su hija, que en ese momento estaba embarazada. Según las pericias, hubo 37 disparos: 25 fueron de los ladrones y 12 de Etchecopar. Uno de los delincuentes murió y otro resultó herido. Baby y su hijo sufrieron lesiones por las que debieron ser internados. Finalmente, la justicia resolvió que actuó en legítima defensa. 
Tras el fallecimiento de su esposa Adriana, en 2018 Etchecopar comenzó una relación con Silvina Cupeiro, la hija del célebre piloto de carreras Jorge Cupeiro, con quien contrajo matrimonio a finales de 2023.

## Trayectoria profesional
A mediados de 1984 puso al aire su primer programa de radio en Radio Continental, que se emitía los domingos al mediodía. En 1997 comenzó con el programa de TV El ángel de la medianoche, primero en Canal Ideas de Cablevisión y luego en América TV.
Se incorporó a Radio 10 en dos programas: El Ángel y El Ángel de la Medianoche en 2001, compuesto por él como conductor, Ana Maccaroni como locutora, Roberto Gerbasi, Mauro Gago y Silvina Carrera en producción, Ariel Maggiorano y Cristian Bonnet en técnica. El 4 de febrero de 2013 volvió a la televisión con El Ángel de la Medianoche, por C5N, un programa de media hora con entrevistas a invitados.
En lo que respecta a la actuación, en 1999 formó parte del elenco de la serie Drácula, junto a actores de la talla de Carlos Calvo y Alejandro Awada; y en 2002, protagonizó la novela argentina Contrafuego, representando a Tito Bisleri, un policía que le habían asesinado a su esposa e hija.

### Segunda vuelta a la televisión
Después de varios años fuera de la televisión, regresó en 2019 con su programa de televisión “Basta Baby”, transmitido a través de A24, y con un panel de periodistas formado por Javier Díaz, Mariano Yezze, Carlos González Prieto y Mercedes Mendoza. Anteriormente contaba con otros periodistas dentro de su equipo, entre ellos Osvaldo Granados (2019), Ezequiel Spillman (2019), Silvina Martínez (2019), Carolina Losada (2019-2021) y Gabriel Levinas (2019-2021). Con este programa ha llegado a alcanzar los 5.9 puntos de rating, superando a programas transmitidos en canales de aire, además de los canales de cable. Dentro del programa, ha contado con la presencia de algunos invitados como el actor Luis Brandoni, los diputados Cristian Ritondo, Javier Milei, José Luis Espert y Amalia Granata, los senadores Carolina Losada y Luis Juez, el ex jefe de Gobierno la Ciudad de Buenos Aires Horacio Rodríguez Larreta, la exgobernadora de la provincia de Buenos Aires María Eugenia Vidal y el expresidente Mauricio Macri.

### Pase a Radio Rivadavia
En 2020, después de más de 20 años, se despidió de su programa “El Ángel” y de Radio 10 para incorporarse al equipo de Radio Rivadavia, donde realiza su programa “Baby en el Medio”, junto a un nuevo equipo integrado por los periodistas Carlos Monti, Ricardo Benedetti, Luis Gasulla y Mercedes Mendoza y la locutora Emilse Bongiovanni. Anteriormente formaban parte de su equipo los economistas Manuel Adorni y Osvaldo “Bebo” Granados. Realiza los pases de programa con Cristina Pérez (conductora de Cristina Sin Vueltas) y Jonatan Viale (conductor de “Pan y Circo”). Además cuenta con un espacio especial de dicha radio, denominado «La Liga» de Radio Rivadavia, un especial que realiza junto a varios otros periodistas como Nelson Castro, Luis Majul, Eduardo Feinmann o Jonatan Viale.

### Televisión
| Año           | Programa                  | Canal      |
| ------------- | ------------------------- | ---------- |
| 1999          | Drácula                   | América TV |
| 1999-2002     | El Ángel de la Medianoche | América TV |
| 2002          | Cotidiano                 | Canal 9    |
| 2002          | Contrafuego               | Canal 9    |
| 2013-2015     | El Ángel de la Medianoche | C5N        |
| 2019-presente | Basta Baby                | A24        |

### Radio
| Año           | Programa                  | Radio             |
| ------------- | ------------------------- | ----------------- |
| 1984-1985     | Baby Continental          | Radio Continental |
| 1986-1987     | Buenos días San Isidro    | Radio Mitre       |
| 1988-1989     | Baby dominical            | Radio Del Plata   |
| 1990-1991     | Baby Nacional             | Radio Nacional    |
| 1992-1993     | B-B                       | Radio Belgrano    |
| 1994-1997     | Baby en La Red            | Radio La Red      |
| 1998-2002     | El Ángel de la Medianoche | Radio 10          |
| 2001-2020     | El Ángel                  | Radio 10          |
| 2020-presente | Baby en el medio          | Radio Rivadavia   |

### Teatro
- En estado libre - idea, actor y director
- Quien quiera oír que oiga - idea y director
- El Comediante - idea y director[cita requerida]
- Las Cosas que no comprendo - idea y director
- Eso lo dirá el tiempo - idea y director[cita requerida]
- El Monologuista - idea, director y actor en escena
- Y Llegaron Ellos - idea, actor y director
- El sobreviviente - idea, actor y director
- Ra ta ta - idea, actor y director
- La marcha - idea, actor y director[cita requerida]
- Jaque a la reina (2016–2017) - idea, actor y director
- Baby El Comediante (2018-2020) - idea, actor y director
- Baby Presidente (2020) - idea, actor y director
- Baby Un héroe de a pie (2021) - idea, actor y director